# Etel Adnan
Etel Adnan (in arabo إيتيل عدنان‎?; Beirut, 24 febbraio 1925 – Parigi, 14 novembre 2021) è stata una saggista, poetessa e artista visiva libanese-statunitense, nominata nel 2003 "probabilmente l'autore araboamericano più celebre e affermato che scrive oggi" dalla rivista accademica MELUS dedicata alla letterarura multi etnica degli Stati Uniti..
Oltre alla sua produzione letteraria, Adnan ha realizzato opere visive in una varietà di media, come dipinti ad olio, film e arazzi, che sono stati esposti nelle gallerie di tutto il mondo.

## Biografia
Ethel N. Adnan è nata nel 1925 a Beirut, in Libano. La madre di Adnan, Rose "Lily" Lacorte, era greco-ortodossa di Smirne e suo padre Assaf Kadri era un ufficiale ottomano di alto rango musulmano turco sunnita nato a Damasco, nella Siria ottomana. La madre di Assaf Kadri era albanese. Il nonno di Adnan era un soldato turco. 
Suo padre proveniva da una famiglia benestante; era un alto ufficiale ed ex compagno di classe di Mustafa Kemal Atatürk all'accademia militare. Prima di sposare la madre di Adnan, suo padre era già sposato con tre figli. Al contrario, la madre di Adnan è cresciuta in condizioni di estrema povertà; i suoi genitori si incontrarono a Smirne durante la prima guerra mondiale mentre suo padre prestava servizio come governatore di Smirne. Dopo che l'Impero Ottomano crollò e Smirne fu bruciata durante l'occupazione di Smirne, i genitori di Adnan emigrarono a Beirut. Adnan ha affermato che sua madre aveva 16 anni quando ha incontrato suo padre, in un momento in cui "i greci in Turchia erano nei campi di concentramento". Sebbene sia cresciuta parlando greco e turco in una società principalmente di lingua araba, ha studiato nelle scuole del convento francese e il francese è diventato la lingua in cui i suoi primi lavori sono stati scritti. Ha anche studiato inglese nella sua giovinezza e la maggior parte del suo lavoro successivo è stato scritto per la prima volta in questa lingua.
A 24 anni, Adnan si è recata a Parigi dove ha conseguito una laurea in filosofia presso l'Università di Parigi. Ha poi viaggiato negli Stati Uniti dove ha continuato gli studi universitari presso l'Università di Berkeley e presso l'Università di Harvard. Dal 1958 al 1972 ha insegnato filosofia dell'arte alla Dominican University of California a San Rafael. Ha anche tenuto conferenze in molte università negli Stati Uniti.